# Liudmila Petruixévskaia
Liudmila Stefànovna Petruixévskaia (rus: Людмила Стефановна Петрушевская; Moscou, 26 de maig de 1938) és una escriptora, novel·lista i dramaturga russa. Escriptora i dramaturga, cantant de cabaret i guionista d'animació, Liudmila Petruixévskaia és considerada la gran dama de les lletres russes. La seva obra és una insòlita combinació de conte de fades fosc i realisme asfixiant, de la tradició oral femenina russa i dels curtcircuits postmoderns en la versió més heterodoxa. És, en definitiva, un manual de supervivència per a temps foscos, a més d'una original enciclopèdia de la vida de les dones, des de la joventut fins a la vellesa.

## Biografia
Petruixévskaia és considerada una de les escriptores contemporànies russes més prominents. El seu estil combina tendències postmodernistes amb idees psicològiques i tocs paròdics d'escriptors com Anton Txékhov. Durant les darreres dècades, ha sigut una de les escriptores actives contemporànies més aclamades de l'Europa oriental i Publishers Weekly l'ha descrita com «una de les millors escriptores russes en vida».
El 1979 va ser coguionista de la pel·lícula de dibuixos animats de Iuri Norstein Skazka Skàzok. També va ser membre del jurat del III Festival Rus Obert de Pel·lícules Animades, el 1998.
El 1993, en una entrevista amb Sally Laird, traductora a l'anglès de la seva novel·la Vrémia Notx, Petruixévskaia va reflexionar sobre el seu ofici: «Rússia és una terra d'Homers dones, dones que expliquen les seves històries oralment, així com cal, sense inventar res. Són narradores d'un talent extraordinari. Jo només soc una oient entre elles».

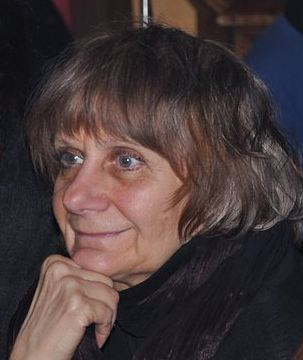
Petruixévskaia, el 2009

Entre les seves novel·les, es troba Vrémia Notx (1992) i Nómer Odín, ambdues preseleccionades per al Premi Booker rus, i Bessmértnaia Liubov, un recull de monòlegs i relats curts. Des de finals de la dècada del 1980, les seves obres de teatre, històries i novel·les s'han traduït a més de 30 llengües. El 2003 va rebre el Premi Puixkin de literatura russa, atorgat per la Fundació Alfred Toepfer, d'Alemanya. També va ser guardonada amb el Premi Estatal Rus d'arts (2004), el Premi Stanislavski (2005) i el Premi Triomf (2006).
El recull en anglès titulat There Once Lived a Woman who Tried to Kill Her Neighbor's Baby va esdevenir un best-seller segons The New York Times Book Review el desembre de 2009. El 2010 va guanyar el Premi Mundial de Fantasia a la millor col·lecció. Les històries contenen sovint elements místics o al·legòrics que s'utilitzen per a il·luminar les fosques condicions de vida soviètiques i postsoviètiques. Aquesta col·lecció de contes va ser ben rebuda i va apuntalar la reputació de Petruixévskaia en el món anglosaxó. Segons un article de la revista Dissent, la col·lecció representa «una introducció sorprenent de l'obra de l'autora».
Aquesta col·lecció va ser continuada per una altra, titulada Hi havia una vegada una noia que va seduir el marit de la seva germana, i ell es va penjar d'un arbre, traduïda al català per Miquel Cabal en Periscopi (2015).
Petruixévskaia a finals de la dècada de 1960 va iniciar la seva carrera com a cantant, escrivint les seves cançons pròpies i lletres noves per a les seves cançons preferides. Des de 2008 actua regularment a Moscou, arreu de Rússia i del món. Petruixévskaia també és coneguda com a artista visual. Els seus retrats, nus i natures mortes s'han exposat en museus i galeries de Rússia, com la galeria Tretiakov, el Museu de Belles Arts Puixkin i el Museu Estatal de Literatura.

## Traduccions al català
- Hi havia una vegada una noia que va seduir el marit de la seva germana, i ell es va penjar d'un arbre (Títol original "Рассказы о любовь", edició en línia original en rus aquí). Traducció de Miquel Cabal Guarro. Pròleg de Xènia Dyakonova. Edicions del Periscopi, SL, 2015, ISBN 9788494173769.